# Ángel Grippa
Ángel Grippa (ur. 2 marca 1914, zm. ?) – piłkarz argentyński, bramkarz.
Jako piłkarz klubu Sportivo Alsina był w kadrze reprezentacji Argentyny w finałach mistrzostw świata w 1934 roku, gdzie Argentyna odpadła już w pierwszej rundzie. Nie zagrał w jedynym meczu ze Szwecją.
Nigdy nie wziął udziału w turnieju Copa América.
Po mistrzostwach bronił bramki klubu Argentinos Juniors Buenos Aires